# Evolução do Colégio dos Cardeais sob o pontificado de Pio VIII
Este artigo apresenta as evoluções dentro do Sacro Colégio ou Colégio de Cardeais durante o breve pontificado do Papa Pio VIII ,24 de fevereiro de 1829 data da abertura do conclave que o elegeu até 13 de dezembro de 1830, véspera da abertura do conclave que elegeria seu sucessor .

## Composição por Consistório
| Concistoro                | 1829 | 1830-31 |
| ------------------------- | ---- | ------- |
| Junho 1795                | 1    |         |
| Consistórios de Pio VI    | 1    |         |
| Fevereiro 1801            | 5    | 4       |
| Janeiro 1803              | 1    | 1       |
| Julho 1803                | 1    | 1       |
| Março 1804                | 1    | 1       |
| Março 1816                | 11   | 7       |
| Outubro 1817              | 1    | 1       |
| Junho 1819                | 1    | 1       |
| Setembro 1819             | 1    | 1       |
| Dezembro 1822             | 1    |         |
| Março 1823                | 9    | 8       |
| Maio 1823                 | 1    |         |
| Consistórios de Pio VII   | 33   | 25      |
| Maio 1824                 | 2    | 2       |
| Setembro 1824             | 3    | 3       |
| Dezembro 1824             | 2    | 2       |
| Março 1825                | 2    | 2       |
| Março 1826                | 2    | 2       |
| Outubro 1826              | 9    | 9       |
| Junho 1827                | 2    | 2       |
| Dezembro 1828             | 2    | 2       |
| Consistórios de Leão XIII | 24   | 24      |
| Julho 1829                |      | 1       |
| Março 1830                |      | 3       |
| Julho 1830                |      | 1       |
| Consistórios de Pio VIII  |      | 5       |
| Total                     | 58   | 54      |

## Evolução Digital durante o pontificado
| Data                    | Evento                                                                              | País       | Total |
| ----------------------- | ----------------------------------------------------------------------------------- | ---------- | ----- |
| 24 de fevereiro de 1829 | Cardeais no momento da Conclave de 1829                                             | Vaticano   | 58    |
| 31 de março de 1829     | Eleição Papal do Cardeal Francesco Saverio Castiglioni 'sob o nome de Papa Pio VIII | Vaticano   | 57    |
| 27 de julho de 1829     | criação de 2 Cardeais:                                                              | Vaticano   | 59    |
| 27 de julho de 1829     | Cesare Nembrini Pironi Gonzaga                                                      | Itália     | 59    |
| 27 de julho de 1829     | Remigio Crescini, O.S.B.                                                            | Itália     | 59    |
| 11 de dezembro de 1829  | Morte do Cardeal Anne-Louis-Henri de La Fare (77 anos)                              | França     | 58    |
| 24 de janeiro de 1830   | Morte do Cardeal Giuseppe Firrao (93 anos)                                          | Itália     | 57    |
| 21 de fevereiro de 1830 | Morte do Cardeal Anne-Antoine-Jules de Clermont-Tonnerre (81 anos)                  | França     | 56    |
| 15 de março de 1830     | criação de 3 Cardeais + 8 In Pectore:                                               | Vaticano   | 59    |
| 15 de março de 1830     | Thomas Weld                                                                         | Inglaterra | 59    |
| 15 de março de 1830     | Raffaele Mazio                                                                      | Itália     | 59    |
| 15 de março de 1830     | Domenico de Simone                                                                  | Itália     | 59    |
| 2 de abril de 1830      | Morte do Cardeal Giulio Maria della Somaglia (85 anos)                              | Itália     | 58    |
| 4 de julho de 1830      | Morte do Cardeal Francesco Bertazzoli (75 anos)                                     | Itália     | 57    |
| 5 de julho de 1830      | criação de 1 Cardeal:                                                               | Vaticano   | 58    |
| 5 de julho de 1830      | Louis François-Auguste de Rohan Chabot                                              | França     | 58    |
| 20 de julho de 1830     | Morte do Cardeal Remigio Crescini, O.S.B. (73 anos)                                 | Itália     | 57    |
| 25 de julho de 1830     | Morte do Cardeal Francesco Cesarei Leoni (73 anos)                                  | Itália     | 56    |
| 10 de agosto de 1830    | Morte do Cardeal Pietro Vidoni (70 anos)                                            | Itália     | 55    |
| 30 de novembro de 1830  | Morte do Papa Pio VIII (69 anos)                                                    | Vaticano   | 55    |
| 6 de dezembro de 1830   | Morte do Cardeal Pietro Gravina (80 anos)                                           | Itália     | 54    |